# Jonasbosjön
Jonasbosjön är en sjö i Hedemora kommun i Dalarna och ingår i Dalälvens huvudavrinningsområde. Sjön har en area på 0,0971 kvadratkilometer och ligger 139 meter över havet. Sjön avvattnas av vattendraget Flins Bäck (Lerbäcken).

## Delavrinningsområde
Jonasbosjön ingår i det delavrinningsområde (669570-152680) som SMHI kallar för Inloppet i Storbäckssjön. Medelhöjden är 166 meter över havet och ytan är 4,08 kvadratkilometer. Räknas de 8 avrinningsområdena uppströms in blir den ackumulerade arean 68,21 kvadratkilometer. Flins Bäck (Lerbäcken) som avvattnar avrinningsområdet har biflödesordning 2, vilket innebär att vattnet flödar genom totalt 2 vattendrag innan det når havet efter 171 kilometer. Avrinningsområdet består mestadels av skog (85 procent). Avrinningsområdet har 0,1 kvadratkilometer vattenytor vilket ger det en sjöprocent på 2,4 procent.